# Pachnobia stejnigeri
Pachnobia stejnigeri là một loài bướm đêm trong họ Noctuidae.